# Guitars
Guitars – dziewiętnasty, studyjny album Mike’a Oldfielda z 1999 roku. Wydawnictwo składa się z dziesięciu intrumentalnych utworów, każdy z nich zagrany jest całkowicie przy pomocy różnego rodzaju gitar. Album jest rodzajem hołdu oddanego temu instrumentowi przez autora.

## Lista utworów
Album zawiera utwory:
1. Muse – 2:19
2. Cochise – 5:25
3. Embers – 3:56
4. Summit Day – 3:50
5. Out of Sight – 3:51
6. B. Blues – 4:35
7. Four Winds – 9:29
8. Enigmatism – 3:31
9. Out of Mind – 3:46
10. From the Ashes – 2:29